# ماريو ليغيزامون
ماريو ليغيزامون (بالإسبانية: Mario Leguizamón) هو لاعب كرة قدم أوروغواياني في مركز الوسط، ولد في 7 يوليو 1982 في مونتفيدو في الأوروغواي. لعب مع أتليتيكو هويلا وبنيارول وديبورتيفو تاشيرا ورامبلا جونيورز وريفر بليت وسيينسيانو ومونتيفيديو واندررز ونادي إيميلك ونادي يونيفرسيتاريو.

## وصلات خارجية
- ماريو ليغيزامون على موقع الاتحاد الدولي (مؤرشف)  (الإنجليزية)
- ماريو ليغيزامون على موقع إي إس بي إن إف سي (الإنجليزية)
- ماريو ليغيزامون على موقع قاعدة بيانات كرة القدم.إي يو (الإنجليزية)
- ماريو ليغيزامون على موقع Soccerway.com (الإنجليزية)